# بيريزيفكا

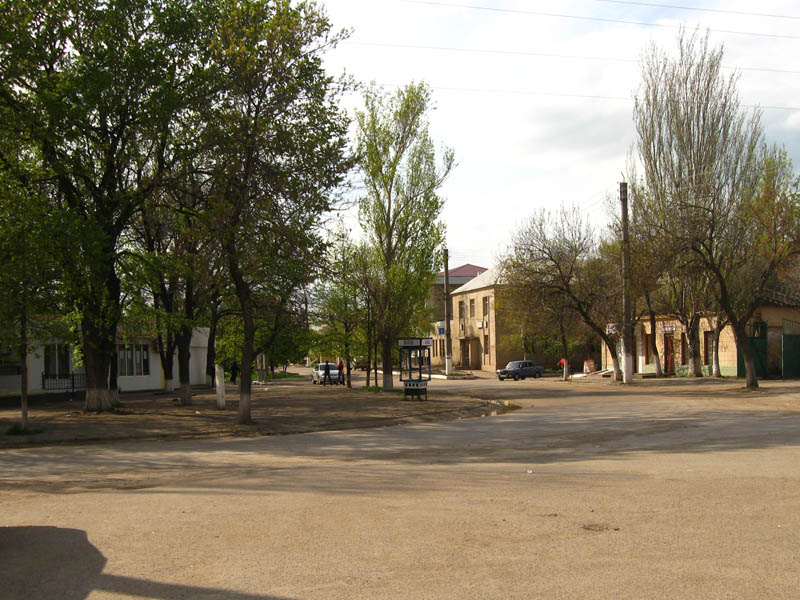
منظر للمدينة

بيريوزوفكا (Березівка) هي مدينة في مقاطعة أوديسكا في أوكرانيا.
يبلغ عدد سكانها حوالي 13,421 حسب إحصائيات 2016. عام 2001، كان عدد السكان 9,481.